# Famille Goblet d'Alviella
La famille Goblet d'Alviella est une famille originaire de la région de Liège fixée au XVIIIe siècle à Tournai. Elle fut anoblie par décret de Marie II de Portugal le 21 juin 1838 au Portugal avec le titre de comte héréditaire d'Alviella et grand du Portugal avec blason d'armes neufes en faveur d'Albert Goblet (1790-1873). Le titre de comte fut reconnu et confirmé en Belgique le 20 novembre 1838.

## Histoire

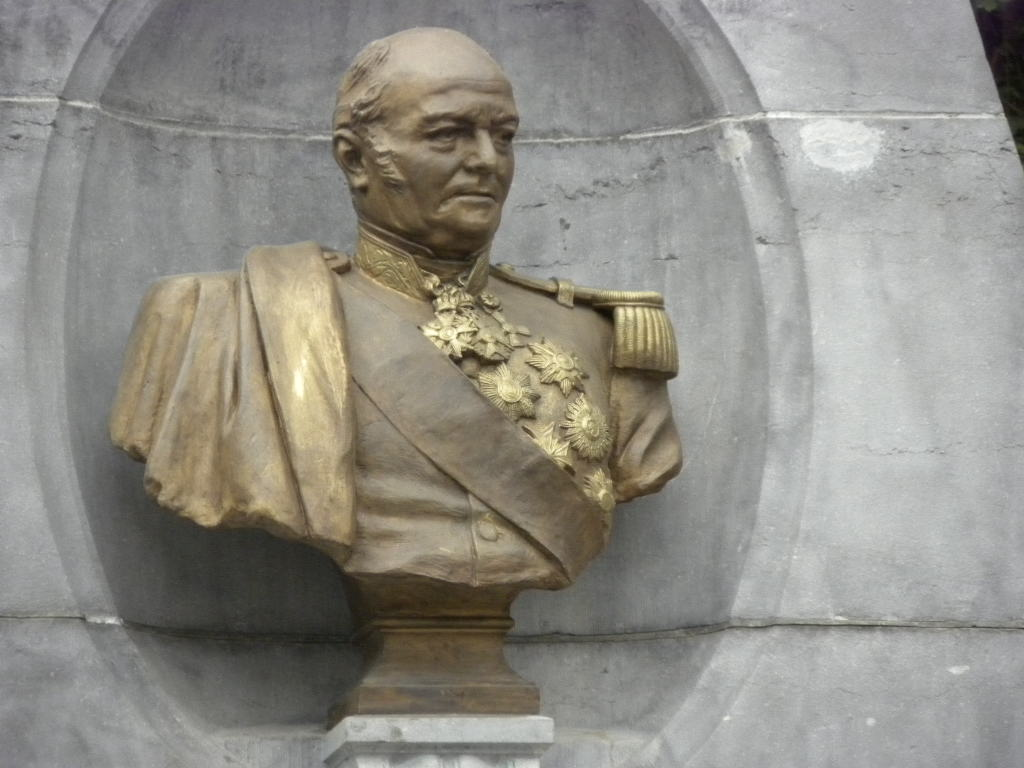
Comte Albert Goblet d'Alviella
Œuvre de Jef Lambeaux.

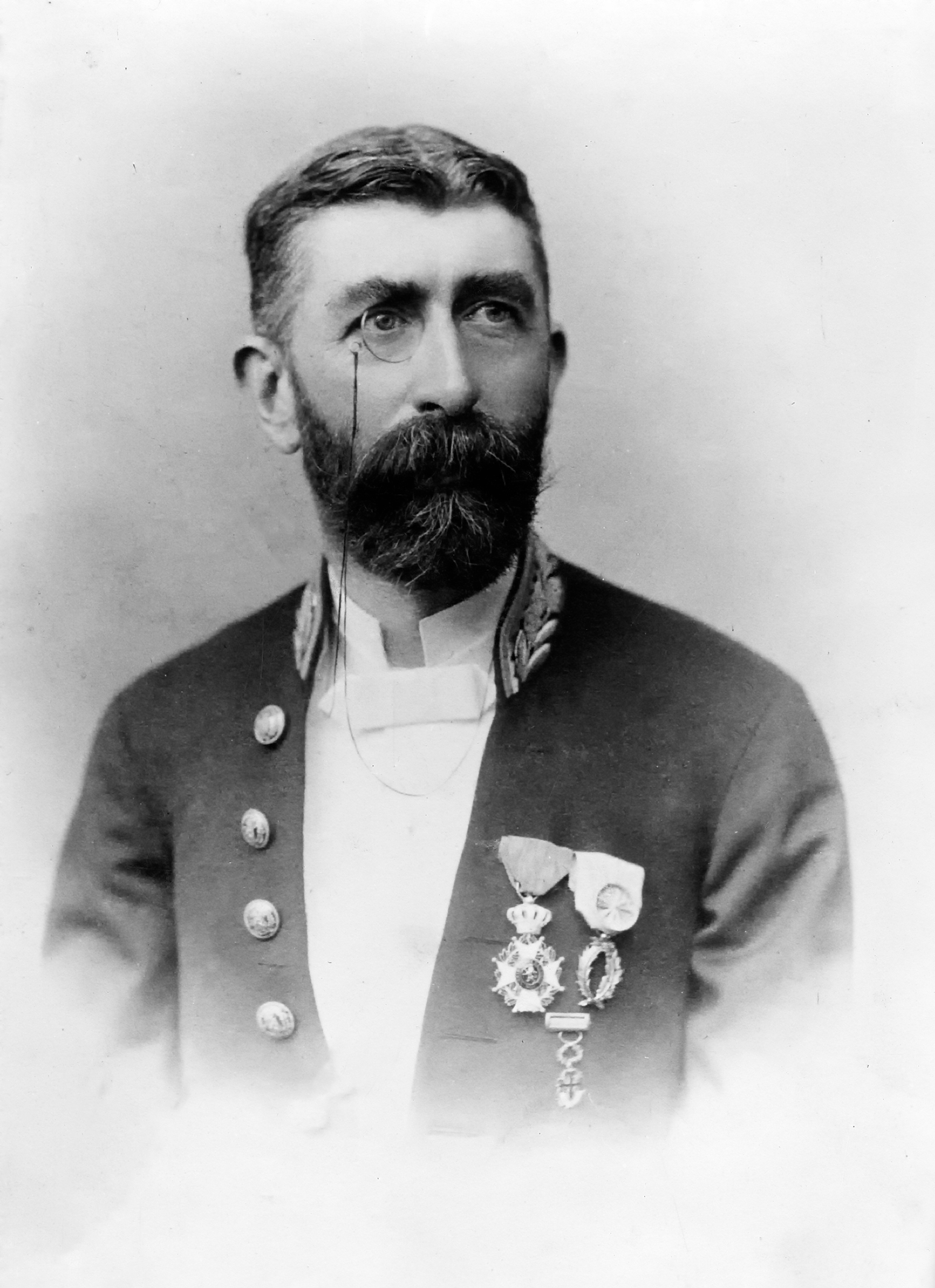
Comte Eugène Goblet d'Alviella (1846-1925).

La famille Goblet, originaire du pays du Liège se fixa au XVIIIe siècle à Tournai avec Gilles-Albert Goblet qui vint faire son secours de Pharmacie à Tournai, devint maître-apothicaire et épousa la veuve de son maître. Il fit étudier son fils François Magloire Joseph Goblet qui devint fiscal au conseil du Tournaisis et sous préfet de Tournai. Elle fut anoblie le 21 juin 1838 au Portugal,, avec titre de comte héréditaire et grand du Portugal en la personne d'Albert Goblet (1790-1873). Le titre de comte fut reconnu et confirmé en Belgique le 20 novembre 1838.
Des auteurs ont relié la famille Goblet à une famille Goblet qui faisait partie des familles nobles du comté de Namur, mais le baron de Stein indique qu'on ignore si cette famille a quelque rapport d'origine avec celle de comtes Goblet. La filiation prouvée remonte Gilles-Albert Goblet maître-apothicaire à Tournai au XVIIIe siècle.

## Personnalités

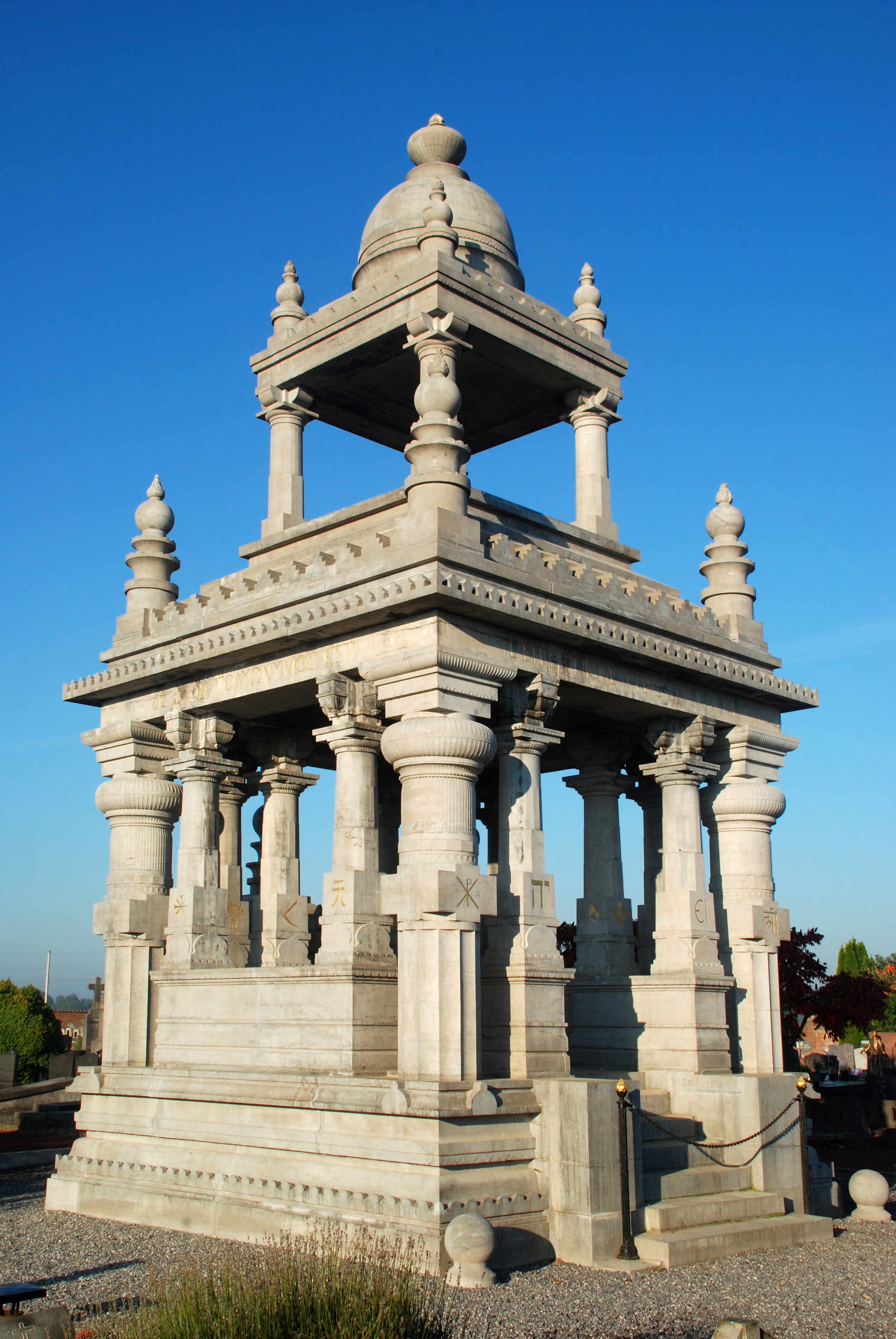
Mausolée Goblet d'Alviella.

- François Magloire Joseph Goblet (1744-1819), homme politique
- Comte Albert Goblet d'Alviella (1790-1873) (fils de Magloire Goblet), général et homme politique belge. Né à Tournai le 26 mai 1790, il entra en 1802 au Prytanée militaire de Saint-Cyr, où il obtint, en 1807, le prix impérial de mathématiques au concours général. En 1809, il fut admis à l'École polytechnique et en sortit en 1811 officier du génie. Il fit les campagnes d'Espagne dans la Grande Armée. Il fut officier d'ordonnance de Nicolas Jean-de-Dieu Soult. Il se trouva, en 1813, au siège de Saint-Sébastien, où il se distingua. Resté seul des officiers du génie, il fut choisi pour porter à Paris les détails du siège et de la capitulation, fut nommé capitaine et reçut la croix de la Légion d'honneur. En 1835, il partit pour Lisbonne sur ordre du roi Léopold Ier de Belgique, avec trois mille volontaires belges, pour assurer à la Maison de Saxe-Cobourg et Gotha le trône du Portugal. L'arrivée de ces troupes força en effet Michel Ier du Portugal à s'exiler et permit à Marie II de Portugal de reprendre le pouvoir. Celle-ci  accorda à Albert Goblet par lettre patente  du 21 juin 1838 le titre de comte d'Alvilla et grand du Portugal qui fut confirmé en Belgique sous le nom Goblet d'Alviella par diplôme du roi des Belges du 20 20 novembre 1838[6].
- Comte Louis-François Goblet d'Alviella (fils d'Albert Goblet), né à Tournai le 20 mai 1823, décédé à Uccle le 17 janvier 1867. Député libéral, il représenta l'arrondissement de Bruxelles de 1858 à 1867. En 1843, il était attaché de légation. L'année suivante, il gagnait le grade de secrétaire de légation de deuxième classe. Le 8 octobre 1844, il épousa Caroline-Anne d'Auxy de Neufvilles (1815-1885) dont il n'eut qu'un seul fils. C'est grâce à ce mariage que le château de Court-Sainte-Étienne entra dans la famille Goblet d'Alviella. Louis-François Goblet d'Alviella passa ensuite au département de l'Intérieur puis devint adjoint à la direction politique des Affaires étrangères (1845-1853). Il fut conseiller provincial entre 1856 et 1858, ainsi que secrétaire provincial de Brabant en 1858. Il présida l'association libérale et Union constitutionnelle de Bruxelles[7].
- Eugène Goblet d'Alviella (1846-1925) (fils du précédent), sénateur libéral, professeur d'histoire des religions, franc-maçon, concepteur du mausolée dans le cimetière de la commune de Court-Saint-Étienne (Brabant wallon, Belgique). Il épouse Margaret Alice Packard (née le 1er juillet 1857 et décédée le 12 décembre 1946)
- Félix Goblet d'Alviella (Ixelles, 26 mai 1884 - Bruxelles, 7 février 1957), juriste, directeur de la Revue de Belgique, expert en sylviculture et escrimeur olympique[8]. Il fut président de la Société Centrale Forestière de Belgique. Il se passionna pour la production de carburant à partir de sources forestières : ses expériences pratiques, sa participation à et son organisation de congrès internationaux ne furent cependant pas fructueux[9]. Il a épousé Eva-Ernestine Boël (1883–1956), et le couple eut trois enfants : Françoise (1907-1971)[10], Claudine (1909-1959) et Jean (1921-1990). Félix est lui-même le fils de Eugène Goblet d'Alviella. Le mariage avec Ernestine Boël amena dans le patrimoine familial Goblet pas moins de 750 hectares de terres situées près de Gentinnes[11]. Il remporta une médaille d'argent dans la compétition d'escrime par équipe aux Jeux olympiques de 1920 à Anvers[8],[12]. Il devint président de la Fédération internationale de gymnastique[13]
- Hélène Goblet d'Alviella comtesse de Watou (1887-1944). Hélène Marguerite Alice Goblet a fondé la section belge de la YWCA[14] en 1919 et en a été la présidente de 1926 à 1944 et secrétaire nationale de 1924 à 1936[15]. Elle a été inspirée par les foyers féminins qui fonctionnaient au Havre durant la Première Guerre mondiale.

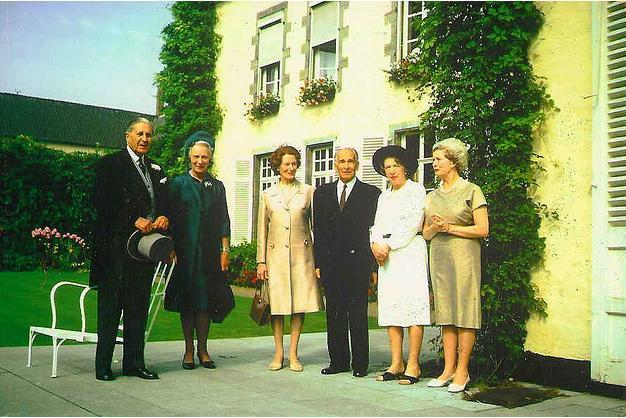
Jean Goblet, son épouse June et quatre de leurs invités sur la terrasse du château le jour du mariage de leur fils Richard le jeudi 22 juillet 1971.

- Jean Goblet d'Alviella (3 juin 1921 - Ottignies 28 décembre 1990), fils de Félix, marié à June Deirdre Corfield à Londres le 30 juillet 1947[17], le couple eut quatre enfants : Richard, Christine[18], Patrick[19] et Michaël. Jean Goblet, ancien élève libre de l'Institut Agronomique de Gembloux, a été mandataire communal de Court-Saint-Étienne sans interruption de 1964 à 1990 et bourgmestre de 1977 à 1990. Par ailleurs il a été président du Conseil international de la chasse[20].
- Richard Goblet d'Alviella (né à Uccle le 6 juillet 1948) est un homme d'affaires belge. Diplômé de l'École de Commerce Solvay (ULB) et de la Harvard Business School où il obtint un MBA. Il est administrateur délégué et vice-président du conseil d'administration de Sofina (Société financière de transports et d'entreprises industrielles), un holding financier belge lié aux familles Boël et Janssen. Pour la part de Sofina, il est entre autres membre du conseil d'administration du Groupe Danone, Directeur et membre du Comité d'audit du Groupe Delhaize. Il a épousé Véronique d’Oultremont, spécialiste de la topiaire[21], le 22 juillet 1971. Le couple et ses quatre enfants[22] s'est installé au château de Court-Saint-Etienne après le décès de Jean en 1990.

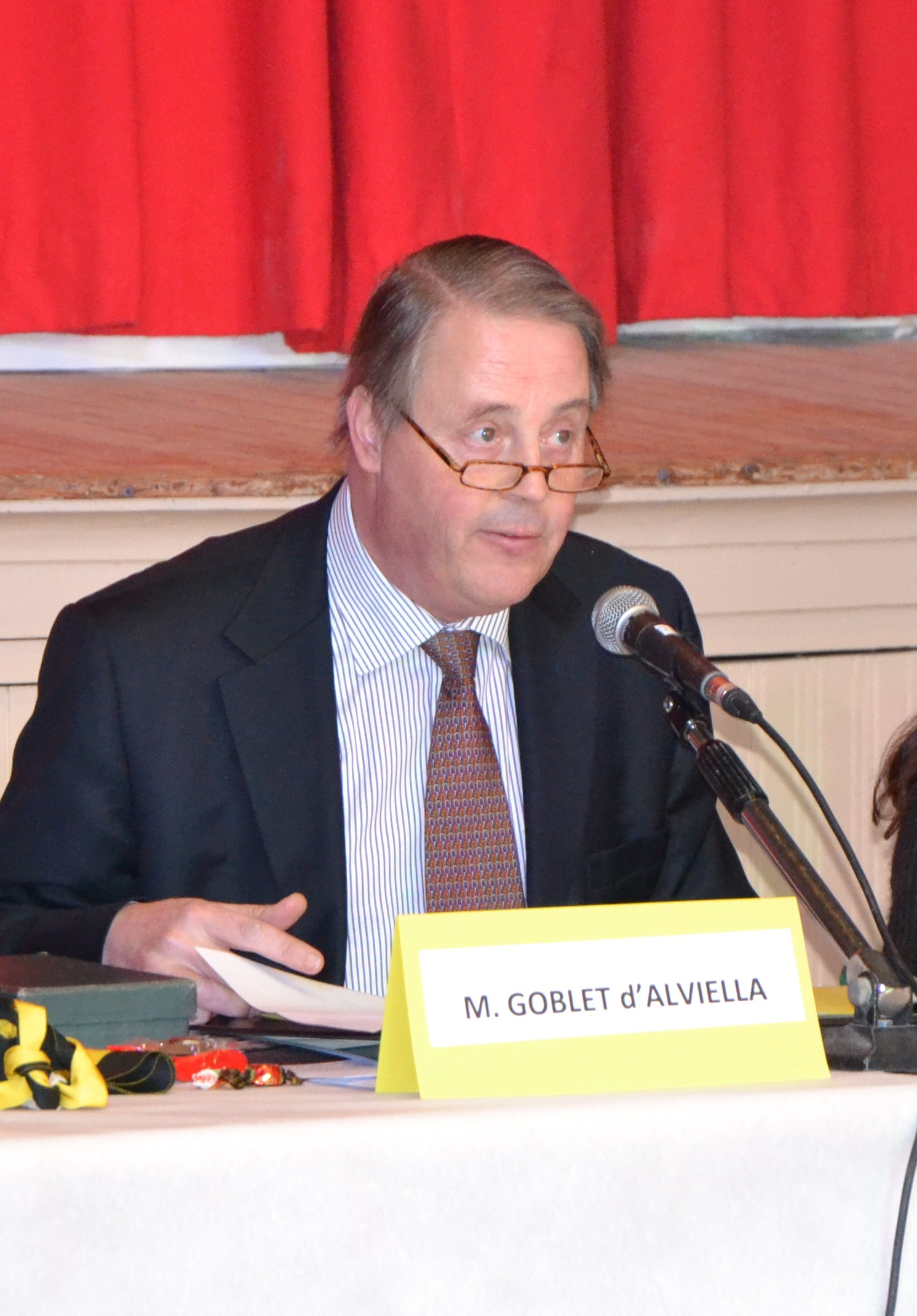
Michael Goblet, président de séance en 2012.

- Michael Goblet d'Alviella (né à Berne le 7 mars 1955), diplômé de la Faculté des sciences économiques, sociales, politiques de l'UCL en 1980[23], est le bourgmestre libéral de Court-Saint-Étienne (Brabant wallon) depuis 2002[24] Auparavant, il était diplomate et a notamment été en poste à Osaka, à Jérusalem[25] et ambassadeur de Belgique auprès du Conseil de l'Europe. Il est le fils de Jean et l'un des arrière-petits-fils de Gustave Boël, comptable, qui hérita en 1880 de son patron, Ernest Boucquéau, des Forges et Laminoirs qu'il transforma en aciéries, connues plus tard comme les usines sidérurgiques Boël à La Louvière. Il est donc lié aux familles Janssen et Boël. Il s'est marié en 1988[26] de ce couple sont nés deux fils[27].

## Preuves de noblesse
- Concession du titre de comte d'Alviella et grand du Portugal en faveur d'Albert Goblet, Ministre d'État belge à la Cour du Portugal par lettres patentes du 21 juin 1838 de la reine Marie II de Portugal.
- Reconnaissance en Belgique du titre héréditaire de comte  Goblet d'Alviella par diplôme du 20 novembre 1838 du roi Léopold Ier de Belgique en faveur d'Albert Goblet, Ministre d'État belge à la Cour du Portugal.
- Augmentation d'armoiries motu proprio en remplacement de  la couronne de comte par une couronne de marquis en faveur du comte Louis-François Goblet d'Alviella le 22 février 1845 par le roi Léopold Ier de Belgique

## Patrimoine

### Financier
La Sofina dont Richard Goblet est, en 2012, président du conseil d'administration est la partie connue du patrimoine mobilier de la famille.[réf. nécessaire]

### Parc et château de Court-Saint-Étienne

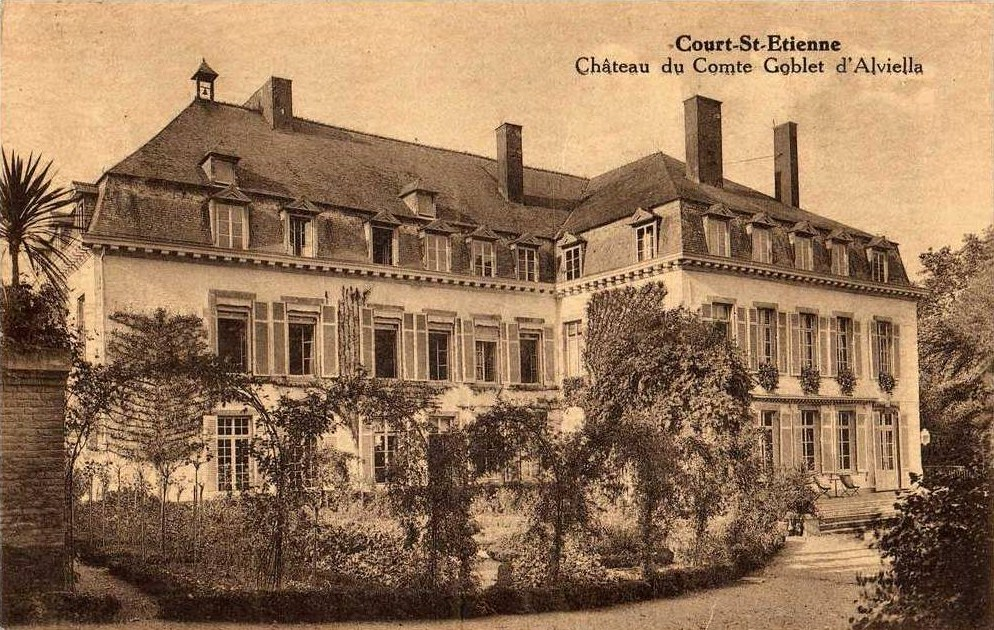
Château de Court-Saint-Etienne, façade S-E du corps de logis (vers le parc) approx. 1920.

Le château stéphanois devient une propriété Goblet quand, à son mariage avec Louis Goblet en 1844, Coralie d'Auxy, comtesse de Neuville l'apporte en dot. 50° 38′ 36″ N, 4° 34′ 09″ E[réf. nécessaire]
Le bâtiment actuel date de la fin du XVIIIe siècle. Il a une forme de « L » asymétrique, comporte un étage et un toit mansardé. Il est entouré de dépendances d'époques hétéroclites. En 1947, à la suite d'un incendie, la toiture fut reconstruite à l'identique.[réf. nécessaire]
Dès 1850 Eugène et son père, le général Albert, entament une campagne d'achat de terres, bois et marais autour du château. Eugène poursuit cette politique. Le confluent de la Thyle et de l'Orne se situe dans le fond au pied de la bâtisse. Le tracé des rivières est modifié, un premier étang est créé puis comblé.[réf. nécessaire]
En 1911, à la demande d'Eugène Goblet, l'architecte paysager Jules Buyssens redessine le parc. D'après d'autres c'est Louis Van der Swaelmen qui dessina le jardin initial.
Félix Goblet, expert en sylviculture, effectue des plantations d'essences exotiques. Les espèces exotiques présentes dans le parc sont :
mélèze du Japon, tulipier, magnolia, robinier faux-acacia, sumac, virgilier, érable palmé, douglas, épicéa de Sitka, pin jaune, pin de Banks, cerisier de Virginie. katsura ou arbre caramel, copalms liquidambar, cyprès chauve Sapin de Veitch (Abies Veitchii), Catalpa Ovata, Quercus pyrenaica (Chêne tauzin), Quercus robur pendula (chêne pédonculé pleureur), Tilleul argenté, Magnolia acuminata et Pin parasol du Japon (Sciadopitys)
Les propriétés terriennes des Goblet ont connu un nouvel accroissement par mariage lorsque Eva Boël, épouse de Félix Goblet (1884-1957), hérita de 750 ha de terre.
Félix Goblet, dans un souci d'insertion de la sylviculture dans l'industrialisation, a fait à la fin des années 1920 dans son domaine des tentatives de production de gazogène à partir de la carbonisation de bois de taillis.
Jean Goblet a mené une gestion de son patrimoine foncier en bon père de famille.

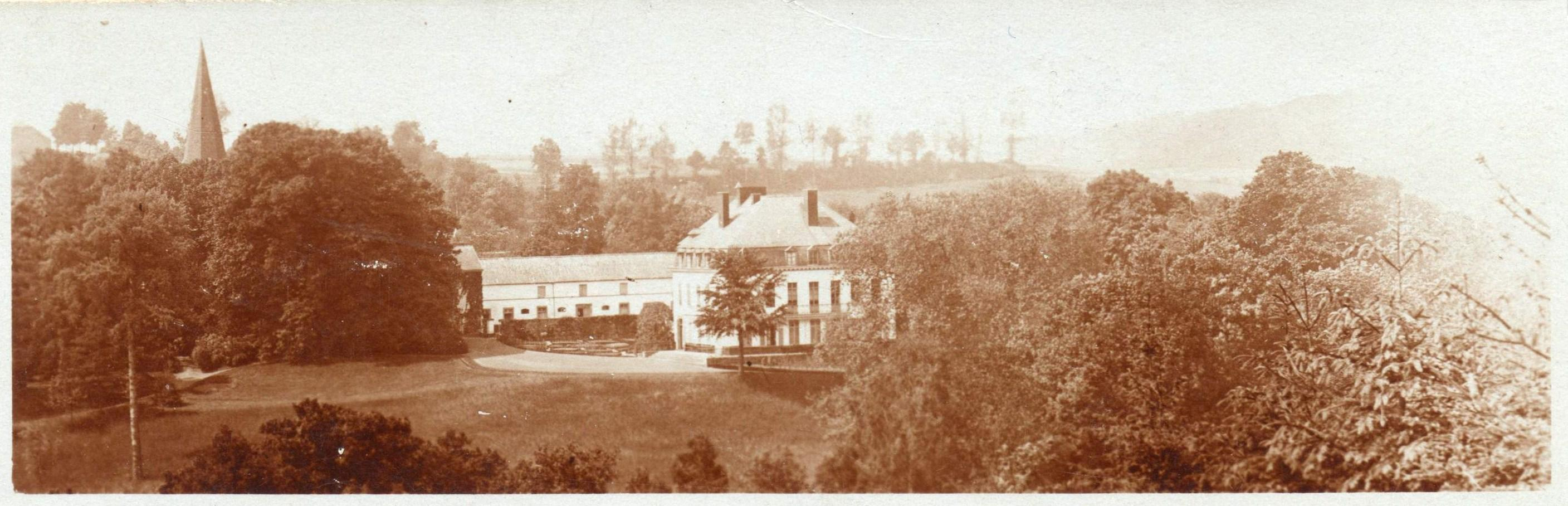
Vue sur le château depuis le N-E. (vers 1915) À gauche le clocher de l'église Saint-Etienne.

Depuis 1990, Richard Goblet et son épouse, nouveaux résidents, ont effectué des travaux de rénovations (pont et passerelles sur les deux ruisseaux, allées, portails, serres à vignes, potager (1 ha), verger, curage des étangs) et d'embellissement (escalier d'honneur sur la façade N-O, jardin de buis).
Depuis la même date le parc est partagé entre la partie jouxtant le château entourée d'un mur d'enceinte et Le Champia voisin, ses deux étangs, son unique quadruple alignement de cyprès chauves et une résidence. Un ancien passage souterrain connecte les deux parties. Le parc a aussi compté une piscine et un terrain de tennis.
Le parc est circonscrit par les voiries suivantes : rue du Village, rue Coussin Ruelle, rue de Beaurieux, rue du Tienne, ruelle Crombé, rue des Écoles, Place Communale.
Avant le bâtiment actuel les historiens affirment une présence castrale dès le XIIe siècle. Ultérieurement une gravure de 1694 nous montre un château à pignons en escalier et fenêtres à meneaux. La construction du XVIIe disparut probablement dans la seconde moitié du XVIIIe, époque à laquelle le bâtiment actuel fut érigé.

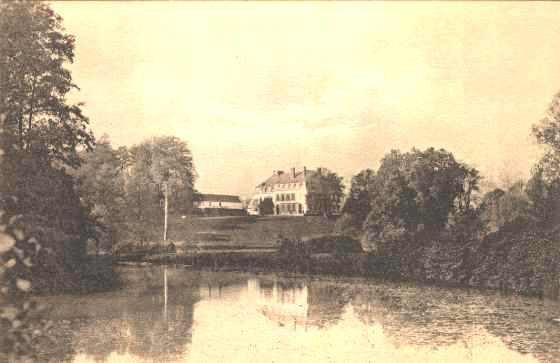
Vue depuis l'Est (rue du Tienne) sur le parc et le château. (1900)
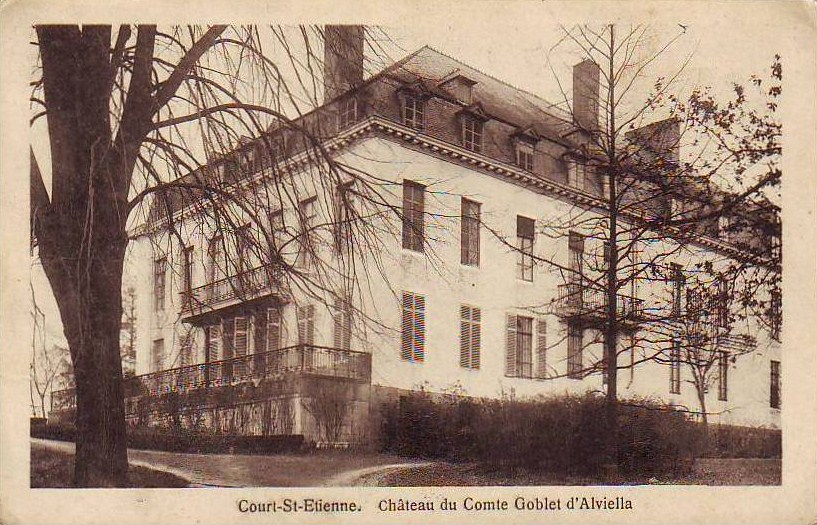
La façade N-O (côté rue des Écoles).
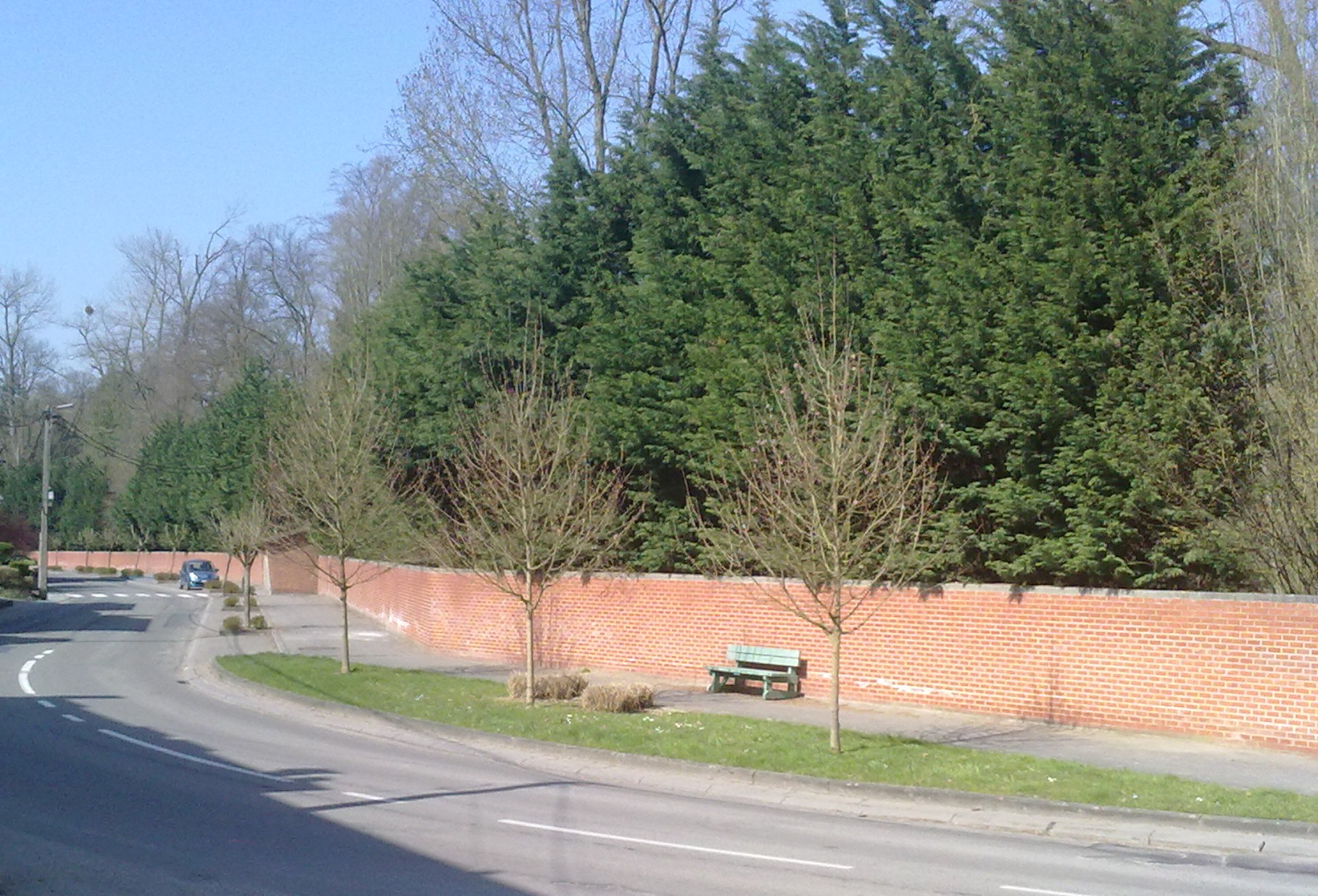
Mur et rideau d'arbres résineux qui ceignent le Parc (rue de Beaurieux).
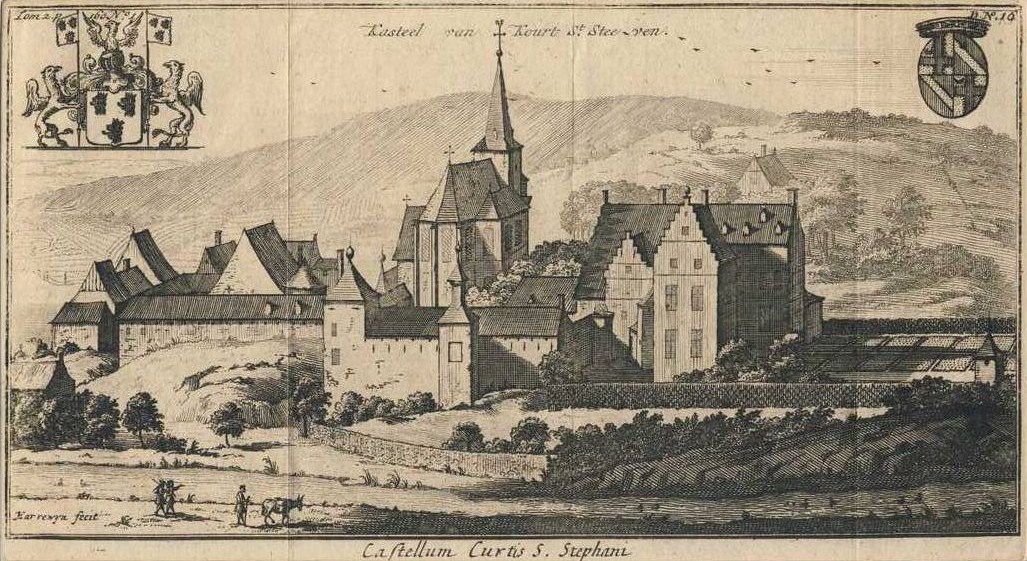
L'église et le château du XVIIe par Jacques Harrewijn
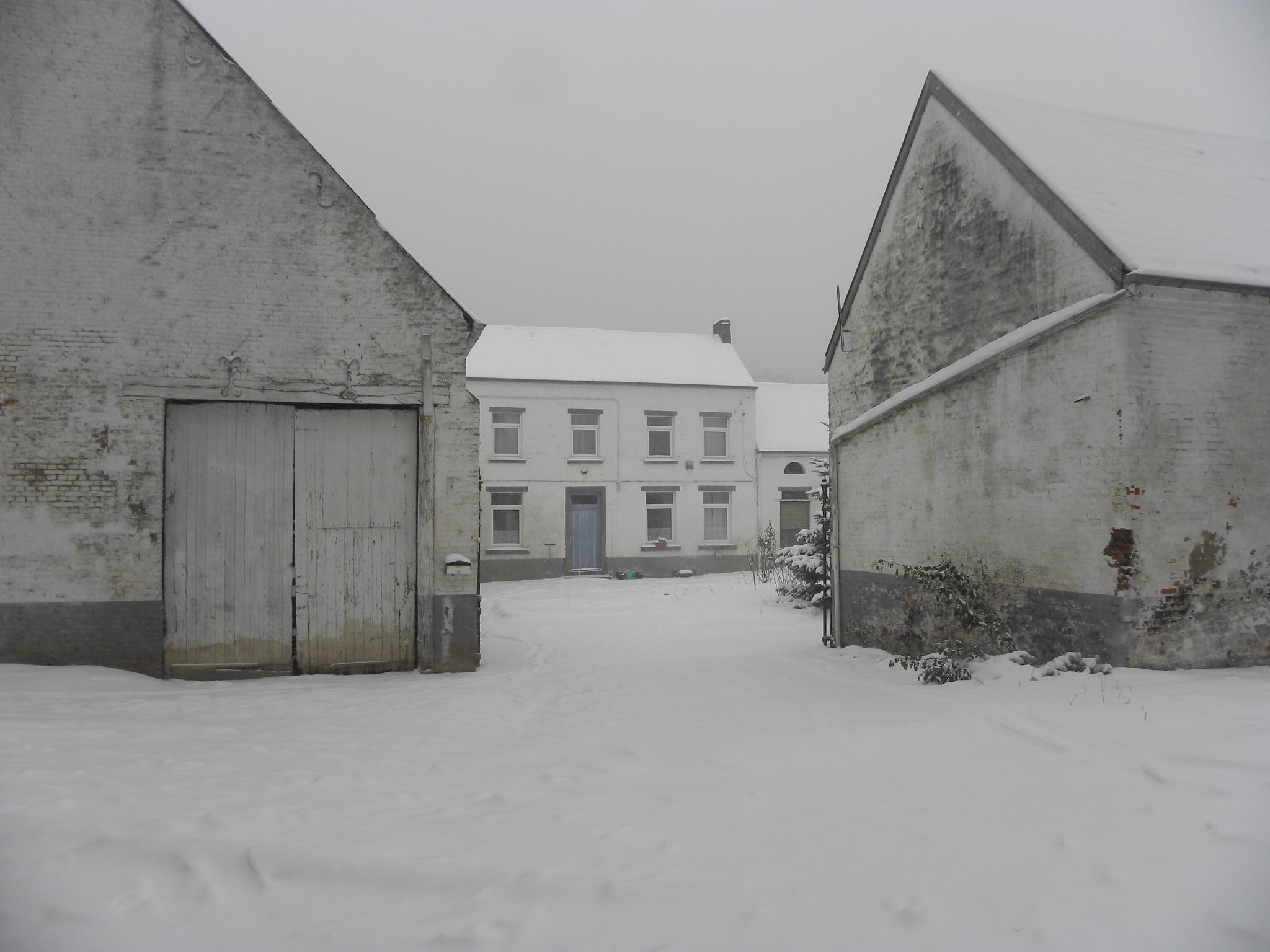
La Ferme du Han, à la limite du parc.

### Usines

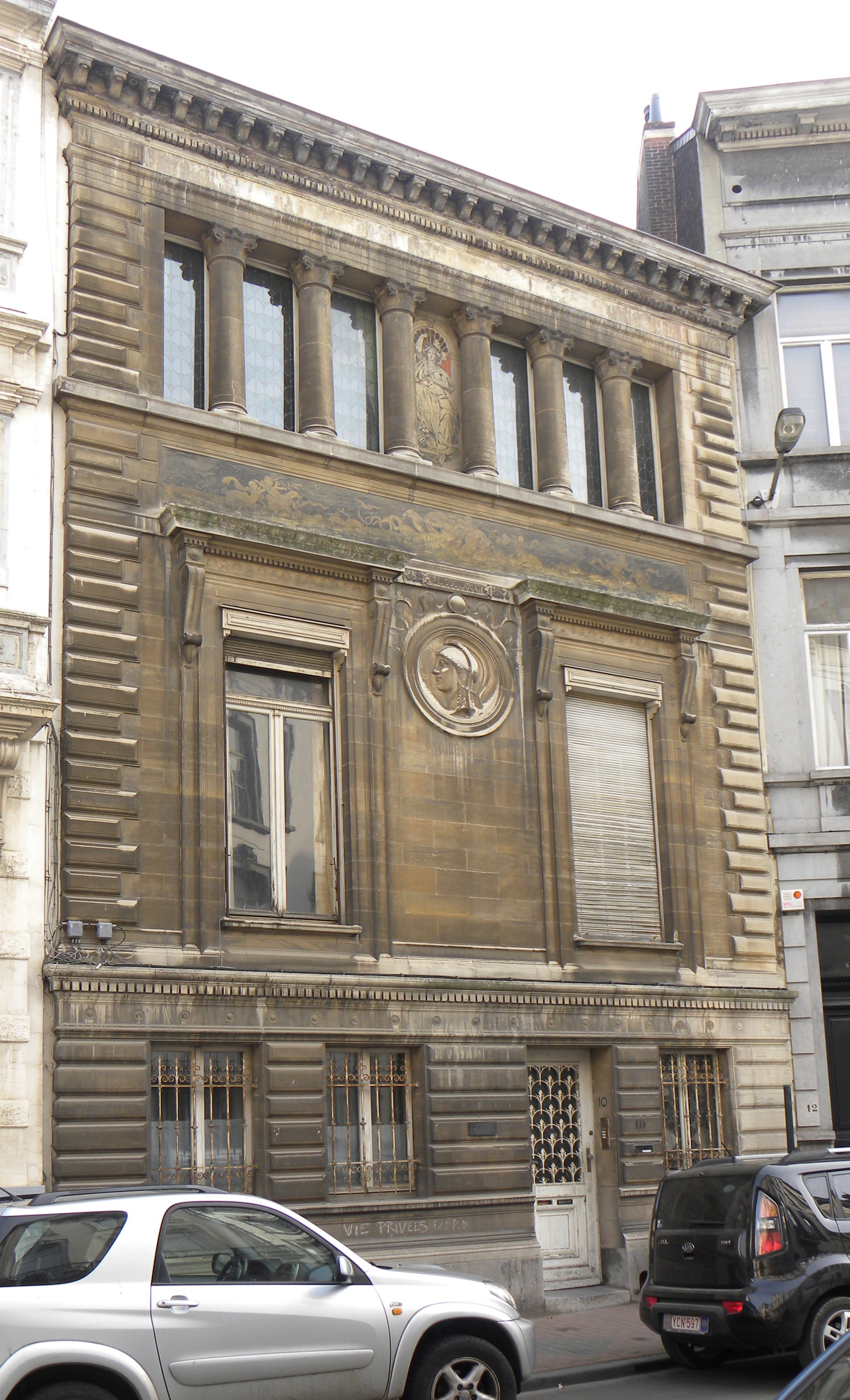
Hôtel Goblet (Bruxelles) en 2011.

Vers 1855 Albert Goblet fait l'acquisition de la petite entreprise qui s'est développé au départ de la Forge "Moulin Fauconnier" à Court-Saint-Etienne. En 1866 il embauche le jeune ingénieur Emile Henricot et en fait son directeur technique. Les descendants d'Albert Goblet revendent à Emile Henricot la totalité des parts de leur famille dans l'usine en 1885. Les projets industriels se croisent en sens inverse car, quelques années plus tôt, en 1880, le comptable Gustave Boël, beau-père de Félix Goblet, hérite de son patron Emile Boucquéau, de la totalité de l'usine métallurgique qui deviendra sous sa direction La Sidérurgie Boël de La Louvière.

### Hôtel Goblet à Bruxelles
À Bruxelles, 10 rue Faider à Saint-Gilles, le comte Eugène Goblet a fait édifier en 1882 une maison particulière, parfois nommée Hôtel d'Alcantara, sur des plans de l'architecte Octave Van Rysselberghe.
Construite sur trois niveaux aux proportions non conventionnelles. On y observe de très novateurs sgraffites dessinés par Julien Dillens et réalisés par Jean Baes. Au centre de la façade figure un médaillon de Minerve casquée accompagné de la devise en grec «Qui aime les arts».
Le bâtiment, aussi appelé Hôtel d'Alcantara, a été occupé les premières années par l'architecte lui-même.
La façade avant a été classée sur la liste du patrimoine architectural bruxellois en 1995. Ce bâtiment n'appartient plus à la famille Goblet. Localisation : 50° 49′ 44″ N, 4° 21′ 24″ E

## Héraldique
| Armoiries de la famille Goblet d'Alviella | Armoiries de la famille Goblet d'Alviella |
| ----------------------------------------- | --- |
| sans cadre                                | Ecu: ''"Parti d'or, à trois merlettes de sable, et d'argent, à l'écusson d'azur, chargé de cinq besans d'argent, pointés de sable, posés en sautoir, au chef de sable, au lion issant d'or, armé et lampassé de gueules."'' Devise: « Simpliciter et Innocue » (simplement et sans faire de mal). |

- Blason d'armes concédées au Portugal

## Généalogie
- Gilles-Albert Goblet (1715-1790), maître-apothicaire à Tournai  ∞ Marie Louise Jacqueline Dutoict
  - François Magloire Goblet ∞ Marie-Michèle Delmarle
    - comte Albert Goblet d'Alviella (1790-1873) ∞ Adèle Damien (1793-1863)
      - comte Louis Goblet d'Alviella (1823-1867) ∞ Coralie d'Auxy de Neufvilles (1815-1885)
        - comte Eugène Goblet d'Alviella (1846-1925) ∞ Margaret Packard (1857-1946)
          - comte Félix Goblet d'Alviella (1884-1957) ∞ Eva Boël (1883-1956)
            - comtesse Françoise Goblet d'Alviella (1907-1971) ∞ Yvan Feyerick (1899-1976)
            - comtesse Claudine Goblet d'Alviella (1909-1959) ∞ Eugène Kreglinger (1899-1933)
            - comte Jean Goblet d'Alviella (1921-1990) ∞ June Deirdre Corfield
              - comte Richard  Goblet d'Alviella ∞  comtesse Véronique d'Oultremont
              - comtesse Christine Goblet d'Alviella ∞ François Tesch
              - comte Patrick Goblet d'Alviella ∞ Stéphanie Le Grelle
                - comtesse Alice Goblet d'Alviella

              - comte Michaël Goblet d'Alviella (1955) ∞
                - comte Magloire Goblet d'Alviella
                - comte Julian Goblet d'Alviella

## Ouvrages de membres de la famille

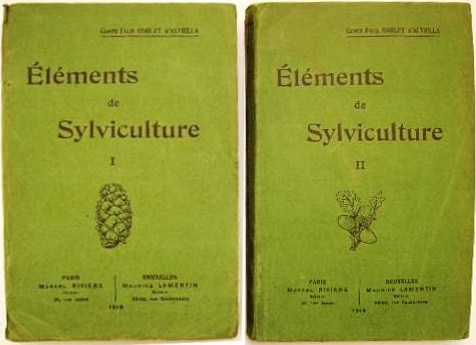
Traité de Sylviculture par Félix Goblet. Paris 1919. (2 vol.)

- Félix Goblet d’Alviella, Histoire des Bois et Forêts de Belgique. Des origines à la fin du régime autrichien. Paris, Lechevalier, Bruxelles, Maurice Lamertin, 1927, 4 tomes.
- Félix Goblet d’Alviella, Éléments de Sylviculture. Paris : Marcel Riviere, 1919 (2 vol) 652 pp.
- Félix Goblet d’Alviella, Cahiers Forestiers 1er tome, Paris, 1947, Lechevalier, in-8, broché, 493 p., 2 pl. dépliantes, dessins à la plume de Jacqueline Feyerick
- Félix Goblet d’Alviella, Le sirop et le sucre d'érable. 1922
- Eugène Goblet d’Alviella, Comment je n’allai pas en Espagne. Souvenirs d’un voyage dans l’Atlantique. (Verviers, Bibliothèque Gilon, sans date (vers 1890) 1 vol. av. carte, 111 p.
- Eugène Goblet d’Alviella, Histoire Religieuse du Feu. 109 p
- Eugène Goblet d'Alviella, À Travers le Far West : Souvenirs des États-Unis. (1906)
- Eugène Goblet d’Alviella, Inde et Himalaya souvenir de voyage Plon, Paris, 1877, 390 pp. dix dessins par Henry de Montaut.
- Eugène Goblet d’Alviella, Sahara et Laponie. I. Un Mois au Sud de l’atlas. II. Un Voyage au Cap Nord. Enrichi de dix-huit gravures. Plon, 1873 303 pp.
- Eugène Goblet d’Alviella, De la personnification civile des Universités. Discours (1896)
- Hélène Goblet, Douze méditations. Imprimerie de Jonge, 1939 - 55 pages.